# Siple Dome
Siple Dome är en bergstopp i Antarktis. Den ligger i Västantarktis. Inget land gör anspråk på området. Toppen på Siple Dome är 668 meter över havet.
Terrängen runt Siple Dome är huvudsakligen platt. Siple Dome är den högsta punkten i trakten. Trakten är obefolkad. Det finns inga samhällen i närheten.